# Watchman Island
Watchman Island ist eine kleine Sandsteininsel im Waitematā Harbour von Auckland in Neuseeland. Sie liegt etwa einen Kilometer nördlich der Vorstadt Herne Bay. Die Insel ist Gewohnheitseigentum der Māori. 
Die Insel ist von der Auckland Harbour Bridge gut sichtbar. Die Insel machte 2005 kurzzeitig Schlagzeilen, als Adidas eine Metallfigur errichtete, die einen Haka (traditionellen Tanz der Māori) tanzt. Das war Teil einer Promotion-Kampagne der All Blacks während der 2005 British and Irish Lions tour to New Zealand. Obwohl Adidas anmerkte, dass die Errichtung der Statue abgesprochen war, wurde sie schließlich von einem Saboteur umgestürzt, der sie als "kulturell unangemessen" ansah.